# 프랑스의 공휴일
프랑스의 공휴일은 다음과 같다.
| 날짜           | 공휴일 이름                             | 비 고                                                               |
| -------------- | --------------------------------------- | ------------------------------------------------------------------- |
| 1월 1일        | 새해 첫날                               |                                                                     |
| 3~4월 중(이동) | 성금요일                                |                                                                     |
| 3~4월 중(이동) | 이스터 먼데이                           | 부활절 다음날                                                       |
| 5월 1일        | 노동절                                  |                                                                     |
| 5월 8일        | 유럽 전승 기념일                        | 1945년 제2차 세계 대전 종전일                                       |
| 5~6월 중(이동) | 주님 승천 대축일                        | 부활절로부터 39일 후(부활 제6주간 목요일)                           |
| 5~6월 중(이동) | 교회의 어머니 복되신 동정 마리아 기념일 | 부활절로부터 50일 후에 해당하는 월요일이며, 성령 강림 대축일 다음날 |
| 7월 14일       | 바스티유 혁명 기념일                    | 1789년 프랑스 혁명의 발단이 된 바스티유 습격 사태를 기념            |
| 8월 15일       | 성모 승천 대축일                        |                                                                     |
| 11월 1일       | 모든 성인 대축일                        |                                                                     |
| 11월 11일      |                                         | 1918년 제1차 세계 대전 종전일                                       |
| 12월 25일      | 크리스마스                              |                                                                     |
| 12월 26일      | 성 스테파노 축일                        |                                                                     |